# 東山車站 (臺南市)
東山車站位於臺灣臺南市東山區民生街中興南路口，是臺灣糖業鐵路烏樹林線的車站，舊稱番社驛。

## 車站構造
- 單式月臺1面1線的地上車站（廢止時）。

## 車站周邊
- 東山國小

## 歷史
- 1944年6月16日：以番社驛之名開始營運。
- 1948年9月25日：二次大戰隨地名更改為東山車站。
- 1979年9月1日：隨著烏樹林線停止載客而廢站。
- 2000年7月26日：站房解體。

## 現況
- 原址成為臺糖的子公司「蜜鄰超市」（已結束營業）。
- 2007年時，線路保存綠地化，並有烏樹林－東山復舊的觀光化計劃[1]，但因急水溪鐵道橋被沖斷而作罷。

## 外部連結
- 從甜蜜到綠意—東山台糖鉄道的重生裸露地環境整頓曁綠美化計画（台南県政府） （页面存档备份，存于） （繁體中文）
- 台糖廃鉄道緑美化 蝴蝶飛舞（中国時報）[永久] （繁體中文）
- 東山廃鉄道 変美麗景点（中華日報） （页面存档备份，存于） （繁體中文）